# Dla słuchaczy
Dla słuchaczy – trzeci album studyjny polskiej grupy muzycznej Mor W.A. Wydawnictwo ukazało się 1 maja 2004 roku nakładem wytwórni muzycznej Pomaton EMI.
Materiał został wyprodukowany przez członków zespołu Mor W.A., a także przez takich twórców jak: Waco, Zbynia, Korzeń, O.S.T.R. i Pele. Płytę zmiksował Waco, a mastering wykonał Jacek Gawłowski. Oprawę graficzną albumu wykonał Grzegorz „Forin” Piwnicki.
W ramach promocji płyty zostały zrealizowane teledyski do utworów „Dla słuchaczy”, „Rap jak znalazł”, „Ciekawe czasy” oraz „Śmieszne pieniądze”, a także remiksu „Dla słuchaczy” w wykonaniu Kejo. Płyta dotarła do 20. miejsca listy OLiS w Polsce. Pewną popularnością w kraju cieszył się pochodzący z albumu utwór tytułowy, który dotarł do 9. i 15. miejsca, odpowiednio Szczecińskiej Listy Przebojów PR i Listy Przebojów Polskiego Radia Pomorza i Kujaw.
We wrześniu 2004 roku, pochodzące z albumu utwory w formie a cappella i instrumentalnej ukazały się na 12" płycie winylowej.

## Lista utworów
Opracowano na podstawie materiału źródłowego.
CD
1. „Wstęp” (miksowanie: Waco, mastering: Jacek Gawłowski) – 0:13
2. „Rap jak znalazł” (keyboard, miksowanie: Waco, produkcja: Waco, Wigor, Zbynia, mastering: Jacek Gawłowski) – 3:11
3. „Powrót do przeszłości” (produkcja: Mor W.A., miksowanie: Waco, mastering: Jacek Gawłowski) – 4:14
4. „Dla słuchaczy” (produkcja: Korzeń, miksowanie: Waco, mastering: Jacek Gawłowski) – 3:47
5. „Dla własnego dobra” (produkcja: Peper, Wigor, Zbynia, śpiew: Olga S., miksowanie: Waco, mastering: Jacek Gawłowski) – 3:09
6. „Niepokorni” (produkcja: O.S.T.R., Waco, Wigor, śpiew: Anita Jadacka, miksowanie: Waco, mastering: Jacek Gawłowski) – 4:28
7. „Sąsiedzi” (miksowanie, śpiew: Waco, gitara basowa: Staszek „Starship” Wróbel, produkcja: Wigor, mastering: Jacek Gawłowski) – 4:04
8. „Ten świat” (produkcja: Peper, Wigor, miksowanie, śpiew: Waco, mastering: Jacek Gawłowski) – 3:50
9. „Przerywnik” (miksowanie: Waco, mastering: Jacek Gawłowski) – 0:40
10. „Śmieszne pieniądze” (produkcja: Wigor, miksowanie: Waco, mastering: Jacek Gawłowski) – 3:52
11. „Pod żadnym pozorem” (produkcja: Mor W.A., Waco, miksowanie: Waco, mastering: Jacek Gawłowski) – 3:13
12. „Ciekawe czasy” (produkcja: Mor W.A., Waco, miksowanie: Waco, mastering: Jacek Gawłowski) – 2:56
13. „Do mnie mów” (produkcja: Korzeń, Pele, śpiew: Olga S., Waco, miksowanie: Waco, mastering: Jacek Gawłowski) – 4:45
14. „Na polu chwały” (gitara basowa: Staszek „Starship” Wróbel, keyboard, miksowanie: Waco, produkcja: Wigor, śpiew: Anita Jadacka, mastering: Jacek Gawłowski) – 4:33
15. „Symbioza” (produkcja: Wigor, Zbynia, miksowanie: Waco, mastering: Jacek Gawłowski) – 9:20

| LP |
| --- |
| 1. „Dla słuchaczy” (oryginał) 2. „Rap jak znalazł” (oryginał) 3. „Dla własnego dobra” (oryginał) 4. „Dla słuchaczy” (a capella) 5. „Acapella Mix” 6. „Rap jak znalazł” (instr. cały) 7. „Powrót do przeszłości” (instr. fragment) 8. „Dla słuchaczy” (instr. fragment) 9. „Dla własnego dobra” (instr. fragment) 10. „Niepokorni” (instr. fragment) 11. „Ten świat” (instr. fragment) 12. „Ten świat” (refren) 13. „Pod żadnym pozorem” (instr. fragment) 14. „Ciekawe czasy” (instr. fragment #1) 15. „Ciekawe czasy” (instr. fragment #2) 16. „Na polu chwały” (instr. fragment) 17. „Symbioza” (instr. fragment) |